# ГЭС (Буйский район)
ГЭС — деревня в Буйском районе Костромской области. Входит в состав Центрального сельского поселения.

## География
Находится в западной части Костромской области на расстоянии приблизительно 8 км на запад-юго-запад по прямой от районного центра города Буй на правом берегу речки Корёга.

## История
Название деревни может быть связано только с наличием на Корёге в прошлом малой ГЭС, остатки плотины на этой речке отмечаются на картографических ресурсах к востоку от деревни.

## Население
Постоянное население составляло 34 человека в 2002 году (русские 85 %), 12 в 2022.